# La vendetta del dottor K.
La vendetta del dottor K. (The Return of the Fly) è un film horror fantascientifico del 1959 per la regia di Edward Bernds. È il seguito de L'esperimento del dottor K. (1958) di Kurt Neumann. Il film, a sua volta, ha avuto un seguito, La maledizione della mosca (Curse of the Fly, 1965).

## Trama
Philippe Delambre, figlio del primo scienziato pazzo e inventore del teletrasporto, bambino all'epoca dei fatti del primo film, è deciso a continuare gli esperimenti del padre. Pur trovando ostacoli da parte dello zio François, egli ottiene dallo zio i finanziamenti necessari a ricreare gli esperimenti. Ma il suo assistente vuole rubargli l'invenzione e attua un piano criminoso che lo porterà ad uccidere un poliziotto ed infine a stordire e teletrasportare lo stesso Philippe ma inserendo nella capsula del teletrasporto volutamente una mosca. Questa volta, grazie all'aiuto dell'ispettore e dello zio, sarà possibile rimettere nella capsula l'uomo/mosca e la mosca/uomo e far tornare alle sue fattezze originarie il dottor Delambre.

## Trilogia de "La Mosca"
- L'esperimento del dottor K. (The Fly, 1958) con Vincent Price
- La vendetta del dottor K. (Return of the Fly, 1959) con Vincent Price
- La maledizione della mosca (Curse of the Fly, 1965) di Don Sharp

## Remake
Altri film ispirati alla storia:
- La mosca (The Fly, 1986) di David Cronenberg con Jeff Goldblum e Geena Davis
- La mosca 2 (The Fly II, 1989) di Chris Walas con Eric Stoltz